# Gistads kyrka

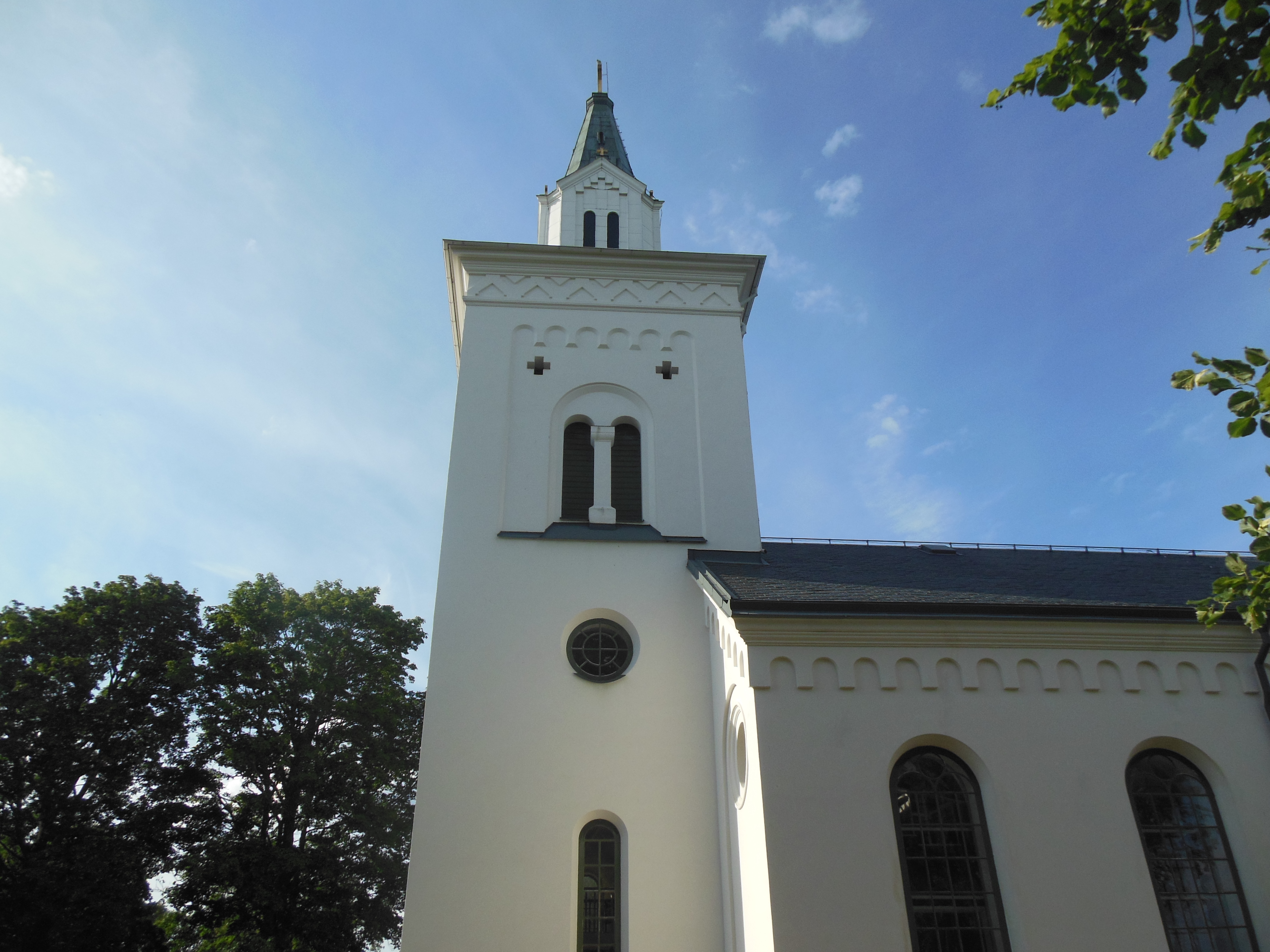
Gistads kyrka

Gistads kyrka är en kyrkobyggnad i Gistads socken, Åkerbo församling, Östergötland. Den ligger 2 mil öster om Linköping, 3 kilometer sydost om Gistad och tillhör Linköpings stift.

## Kyrkobyggnaden
Gistads kyrka består av rektangulärt långhus med rakslutet korparti, smalare polygonal sakristia i öster och torn i väster. Kyrkan har rundbågiga fönster och täcks av ett sadeltak, tornet kröns av en lanternin med kort spira. Kyrkans tre ingångar är belägna i väster samt mitt på långhusets södra och norra sida.

## Historik
Tidigare fanns här en romansk kyrka med smalare absidförsett kor, vars äldsta delar torde vara från 1100-talets mitt eller senare del. Den rikt utsmyckade kyrkan var huvudsakligen byggd av kalksten, och enligt traditionen uppförd av biskopen Gisle i Linköping. Denna kyrka revs 1863.
Nuvarande kyrka uppfördes 1863-1864. Ritningarna utformades av arkitekten Albert Törnqvist, och godkändes av Kungl. Maj:t 1854. Ritningarna till predikstol, altaruppsats och orgel är signerade av Johan Fredrik Åbom 1863. På grund av slarv vid grundläggningen uppstod röta i golvbjälklaget, och en genomgripande reparation utfördes redan 1872-1874. Såväl exteriör som interiör har bevarat sitt tidstypiska utseende. 1925 skedde en restaurering under ledning av arkitekten Erik Fant, som främst innebar ommålning och uppsnyggning av interiör och inredning. Vidare ersattes det förgyllda korset i altarprydnaden med den gamla kyrkans altaruppsats från 1705, som numera ingår som en del av 1860-talets altaruppsats.

## Inventarier
Bland inventarierna ingår: 

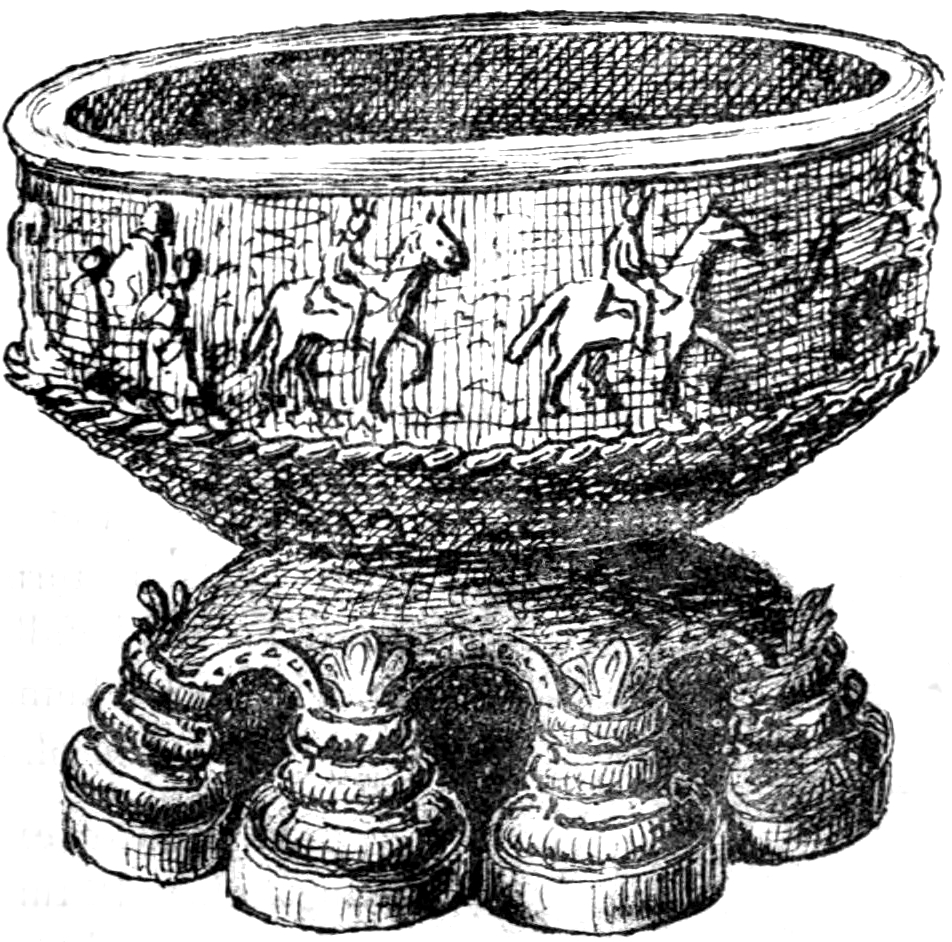
1800-talsteckning av dopfunten.

- Altarskåp av lövträ från verkstad i Östergötland, 1400-talets andra hälft, (bilder)
- Dopfunt av kalksten skapad av Calcarius[särskiljning behövs] under 1200-talets första hälft, (bilder)
- Madonnabild av lövträ från verkstad i Östergötland omkring 1200, (bild)
- Altaruppsats från 1705, överflyttad från den gamla kyrkan.

I kyrkans torn hänger två klockor. Stora klockan är gjuten år 1925 av Bergholtz klockgjuteri. Lilla klockan är gjuten år 1738 av Magnus Hultman. 

## Orglar
- 1736 Församlingen köper ett positiv byggt 1736 av amatörorgelbyggare Carl Kindberg, organist i Skeda kyrka, Östergötland. Den kostade 180 daler.
- 1746 Genomgripande ombyggnad av Jonas Wistenius, Linköping, varvid väderlådan och det mesta av pipverket förnyas.[1] Positivet erhåller manualklaviatur med svarta undertangenter med tonomfång C - c³ och kort oktav (45 toner). Fasadpipor: attrapper av trä. Orgeln repareras 1761 av Gustaf Lagergren (organist).

Disposition 1746 (enligt Abraham Abrahamsson Hülphers manuskript):
| Manual C-c³       |
| Gedackt 8'        |
| Principal 4'      |
| Oktava 2'         |
| Kvinta 1 1/3' B/D |
| Superoktava 1'    |

- 1852  Positivet förses med bihangspedal, tonomfång C - g°, kort oktav (17 toner) av timmermannen Anders Frisk, Bohus, (enligt påskrift på pedalvällbrädans baksida).
- 1864 Wisteniusorgeln säljs till Lillkyrka kyrka, Östergötland.
- 1864 Per Larsson Åkerman, Stockholm, bygger en ny mekanisk orgel, som ges en mer monumental klang. Fasaden stum.

Disposition 1864:
| Manual C-f³         | Pedal C-f¹ | Koppel       |
| Borduna 16', B/D    | bihängd    | Man. 4'/man. |
| Principal 8'        |            |              |
| Flûte harmonique 8' |            |              |
| Rörflöjt 8'         |            |              |
| Salicional 8'       |            |              |
| Oktava 4'           |            |              |
| Flöjt 4'            |            |              |
| Oktava 2'           |            |              |
| Cornett IV ch.      |            |              |
| Trumpet 8', B/D     |            |              |

- 1964: Församlingen önskar bygga en ny orgel, men uppmärksammas på åkermansorgelns värde ur klanglig synpunkt och låter i stället orgelbyggare Einar Berg, Stockholm, reparera verket.

## Bildgalleri

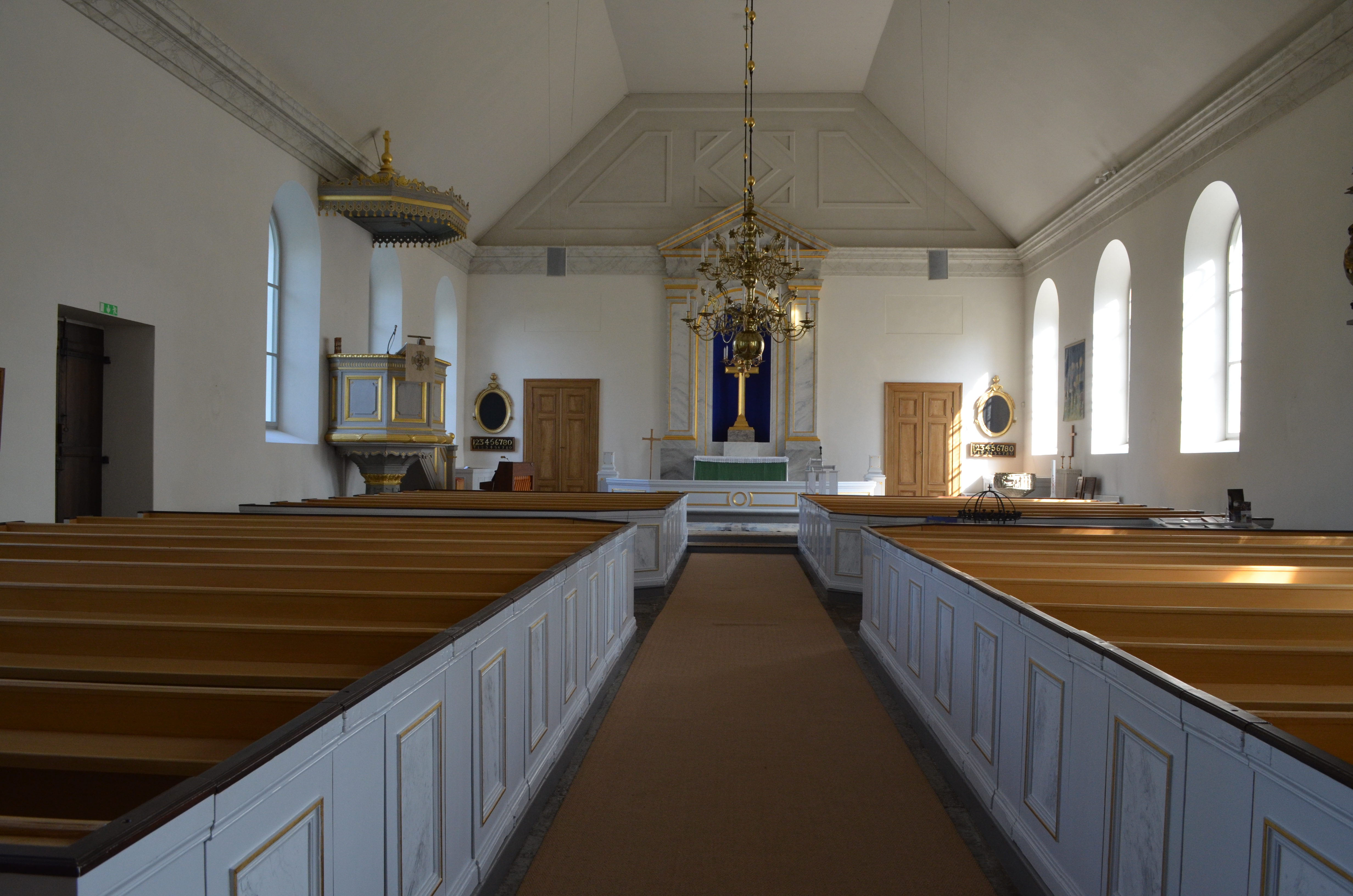
Kyrksalen
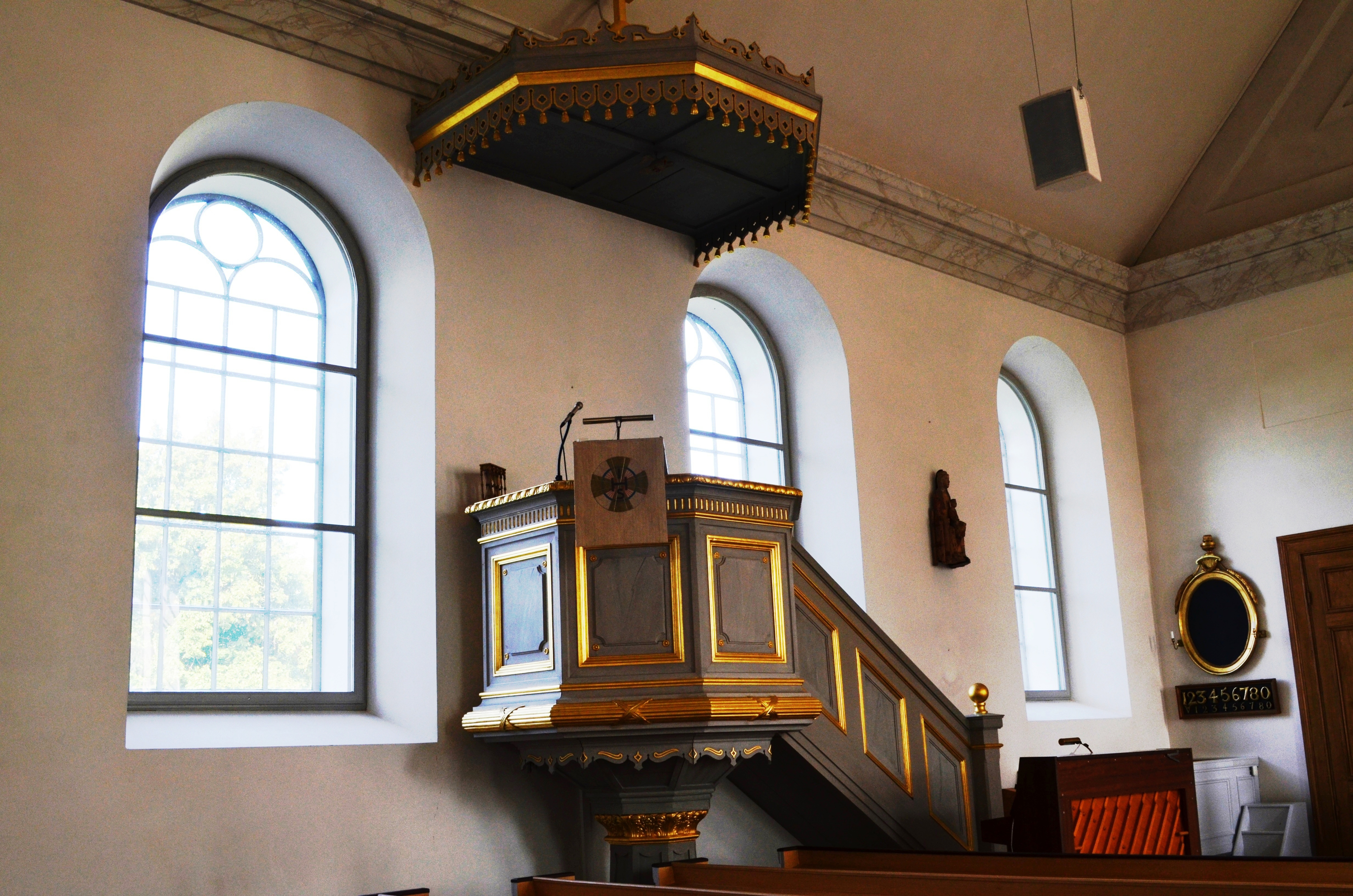
Gistad kyrkas predikstol
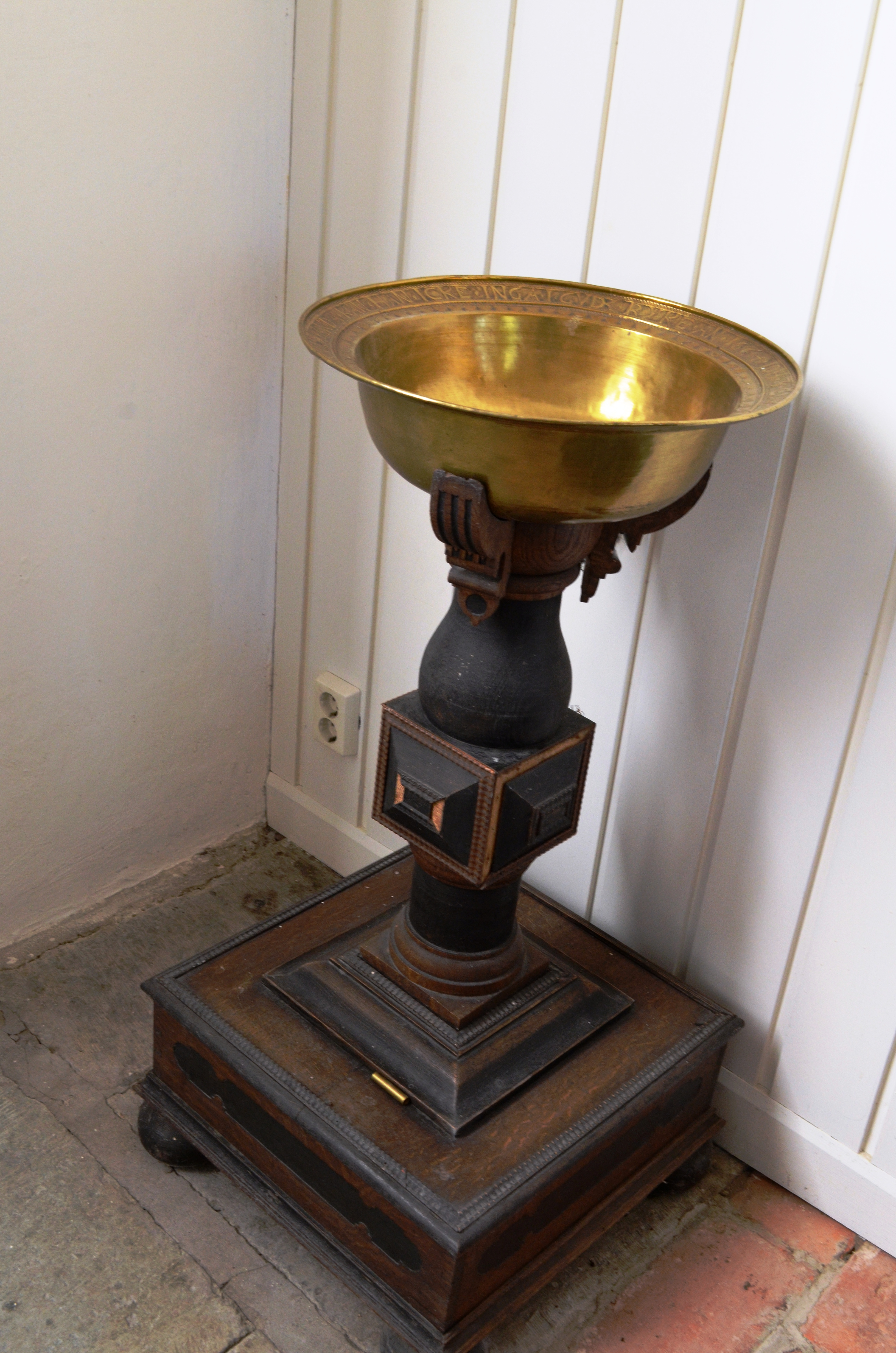
Gistad kyrkas dopfunt
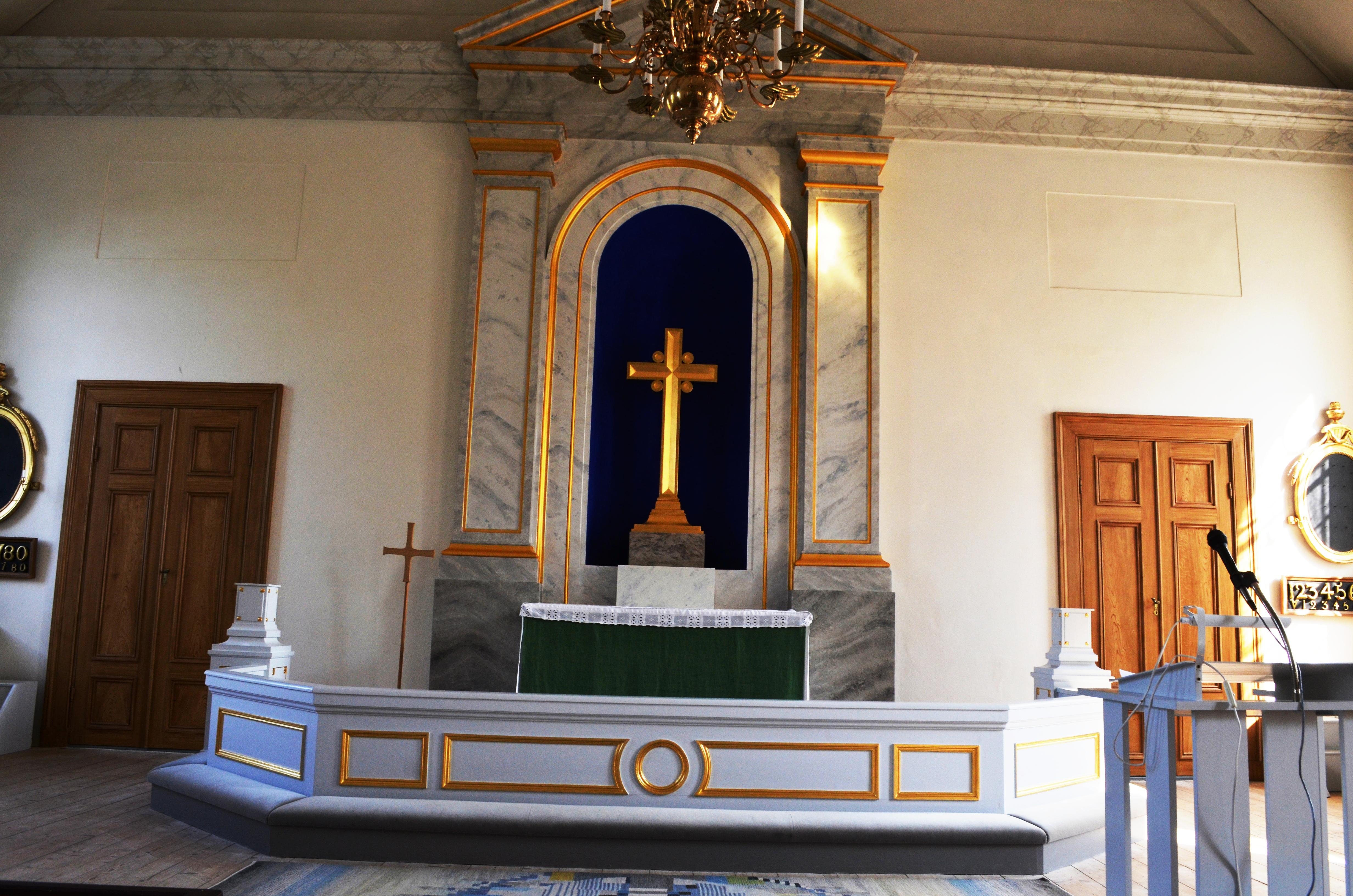
Gistad kyrkas altare
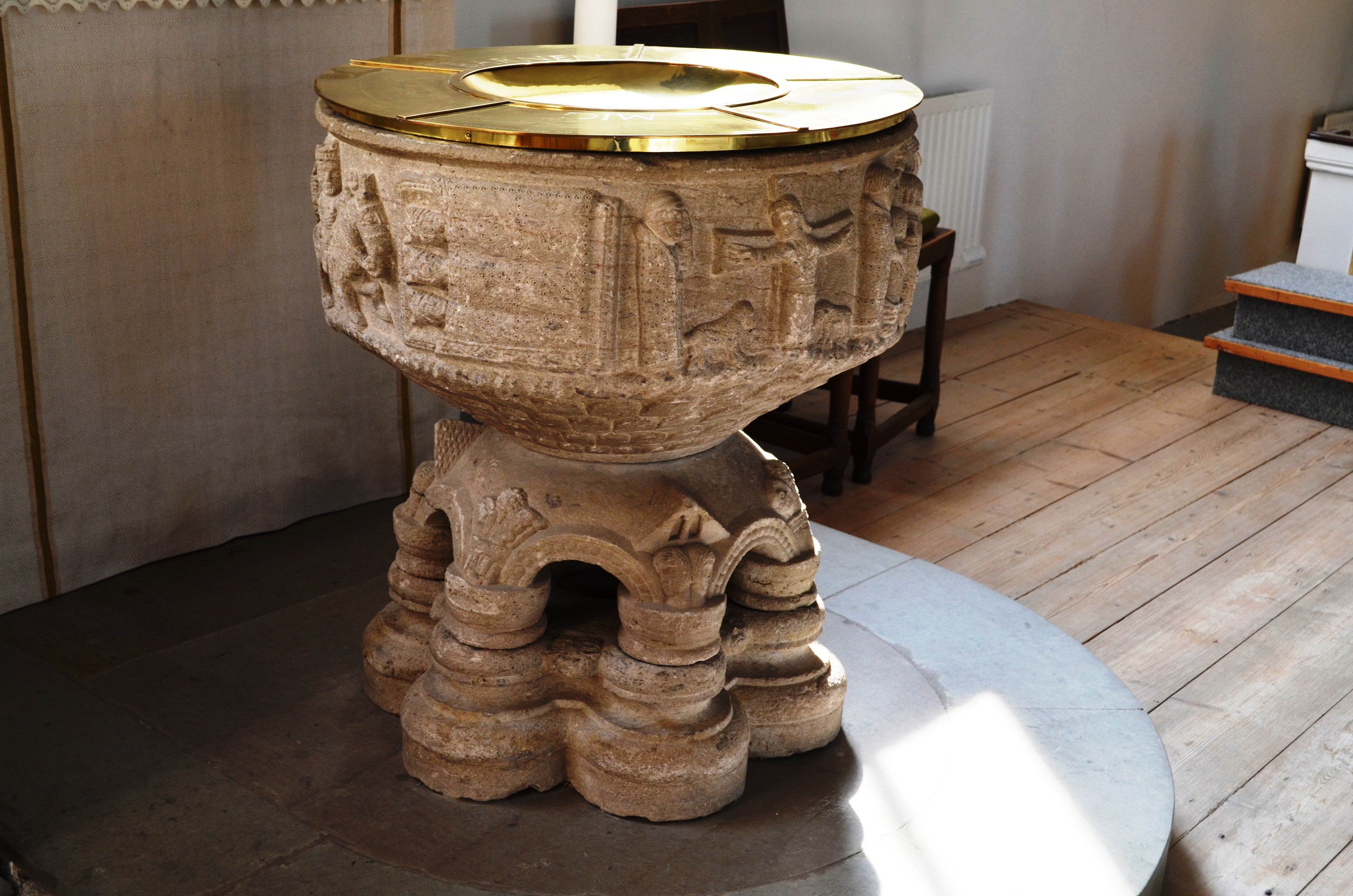
Gistad kyrkas äldre dopfunt
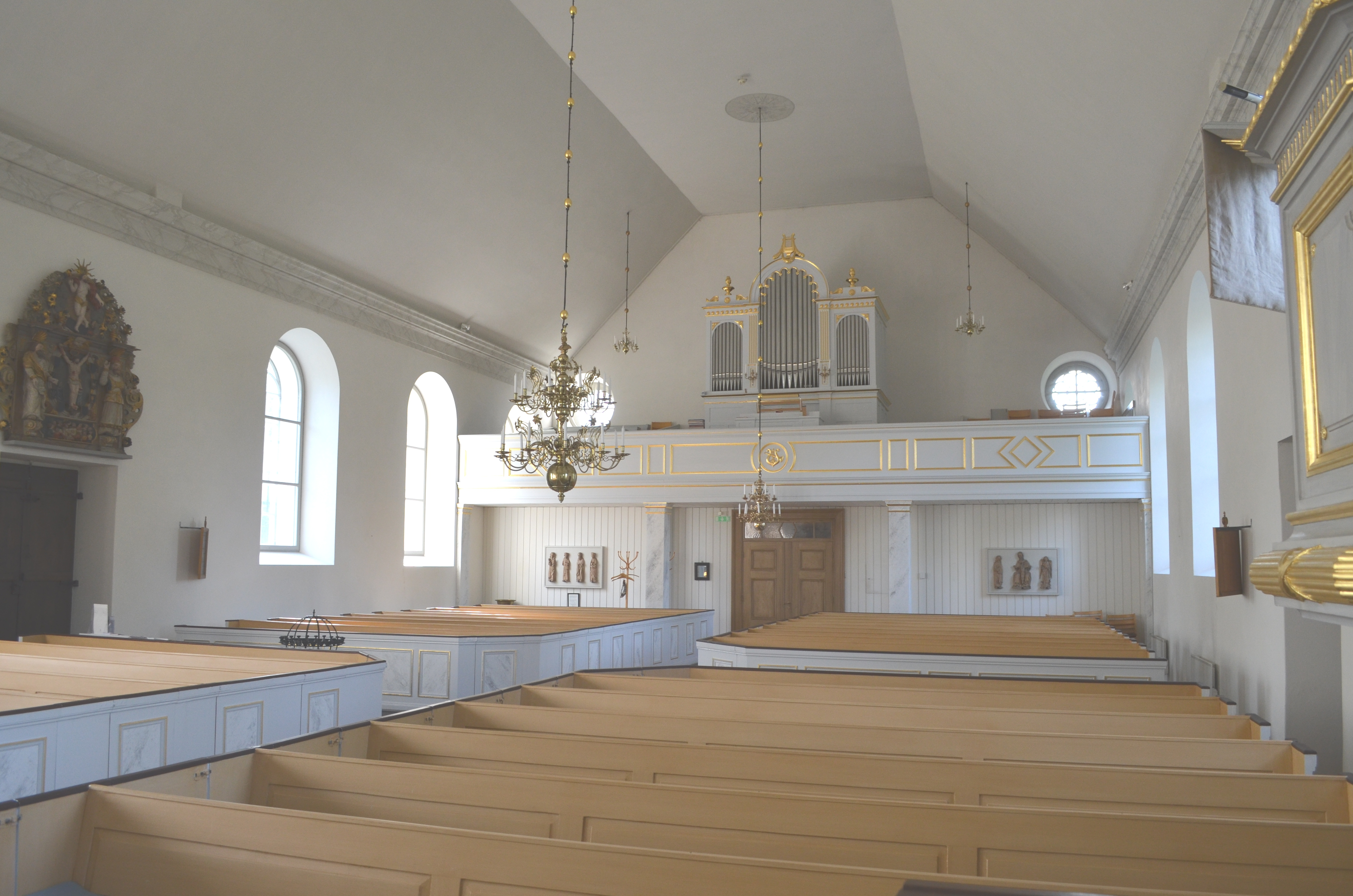
Gistad kyrkas orgelläktare
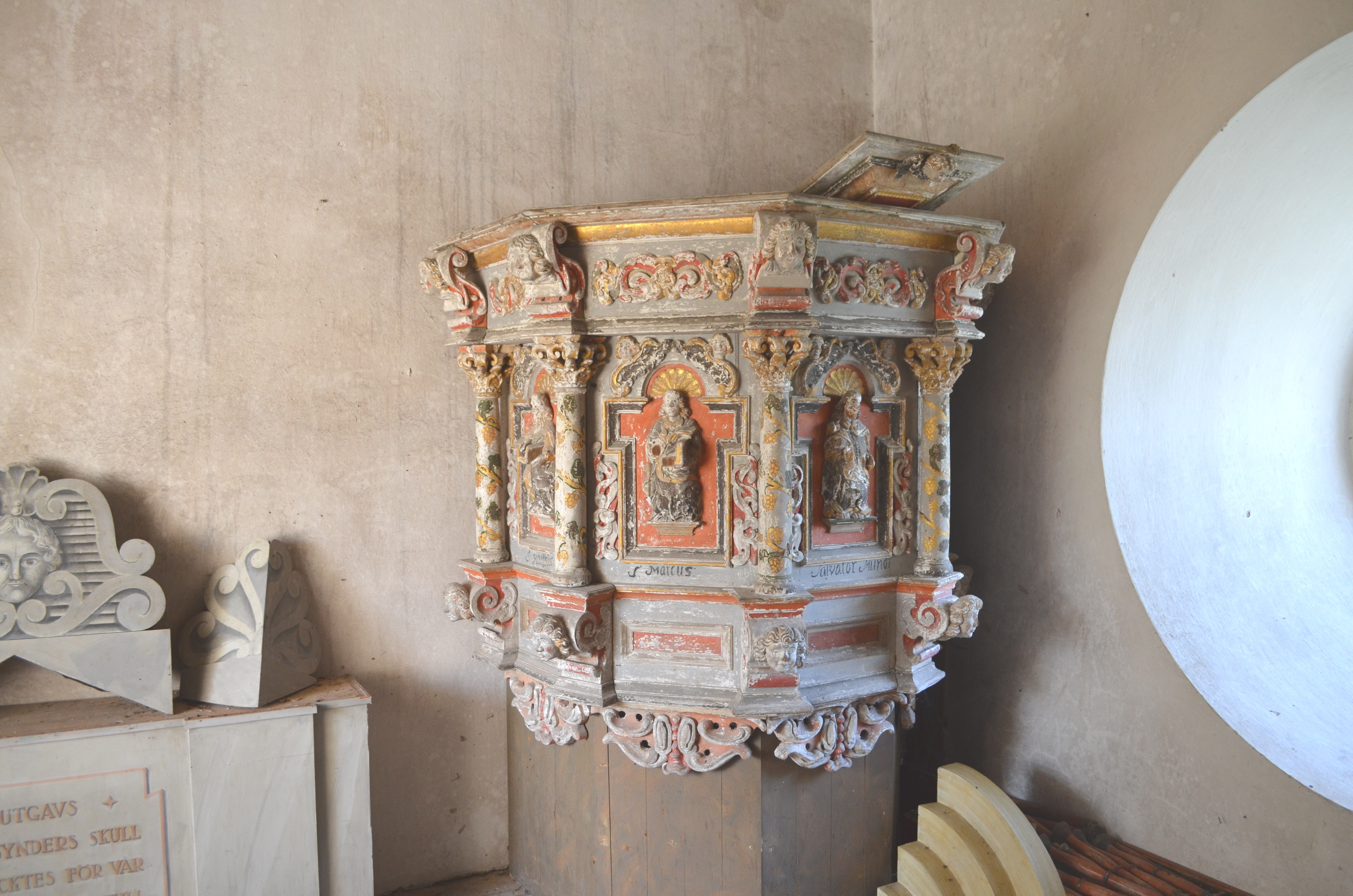
Gistad kyrkas gamla predikstol
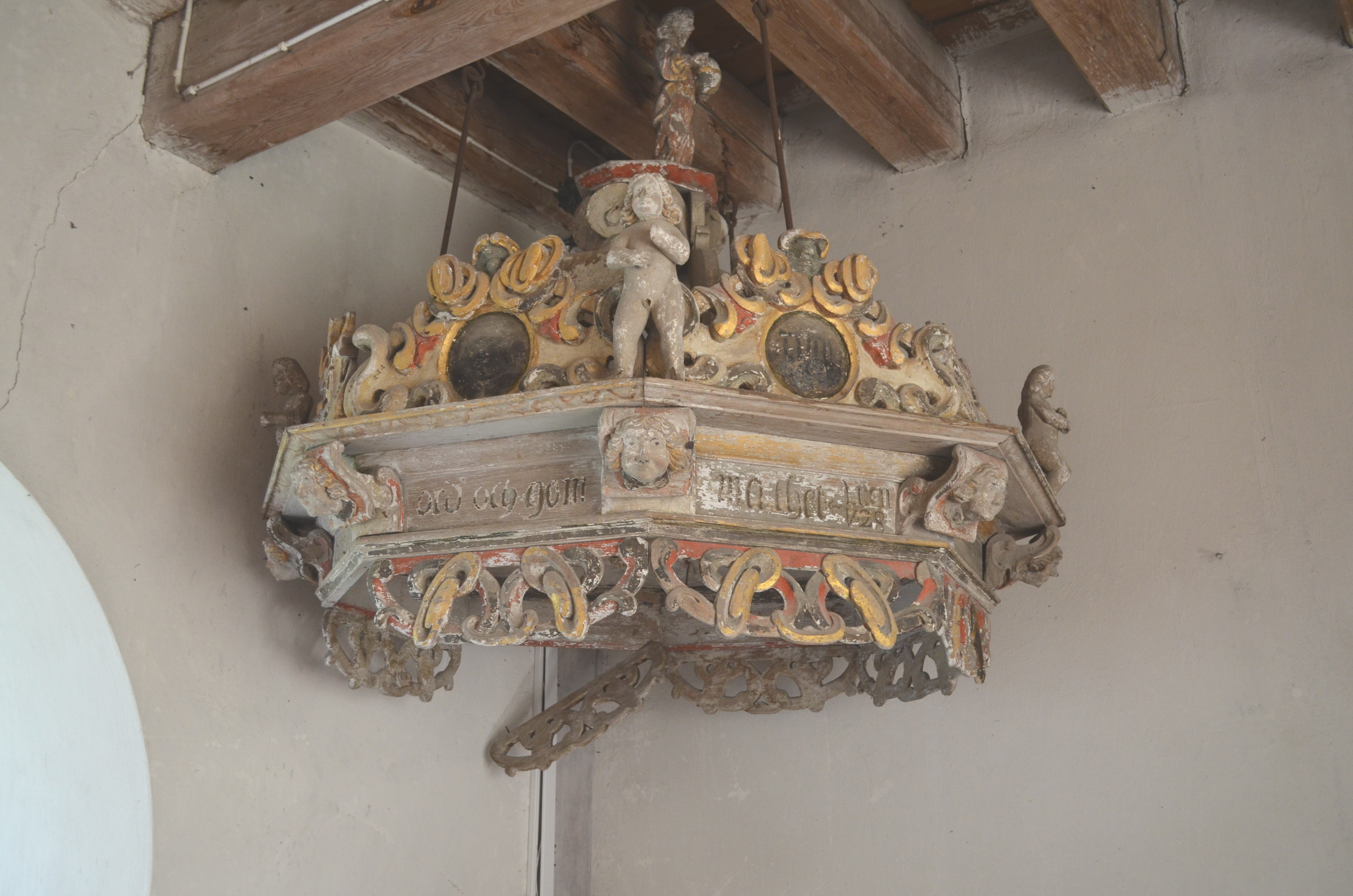
Gistad kyrkas gamla predikstols tak